# Šolaji
Šolaji (en serbe cyrillique : Шолаји) est un village de Bosnie-Herzégovine. Il est situé dans la municipalité de Kneževo et dans la république serbe de Bosnie. Selon les premiers résultats du recensement bosnien de 2013, il compte 489 habitants.

## Géographie
Šolaji est situé à l'ouest de la municipalité de Kneževo, au pied du mont Čemernica.

## Démographie

### Évolution historique de la population dans la localité
| 1948  | 1953 | 1961 | 1971 | 1981 | 1991 | 2013 |
| ----- | ---- | ---- | ---- | ---- | ---- | ---- |
| 1 571 | -    | 521  | 649  | 681  | 586  | 489  |

|  |

### Communauté locale
En 1991, la communauté locale de Šolaji comptait 1 103 habitants, répartis de la manière suivante :